# Sjoestedtacris brevicornis
Sjoestedtacris brevicornis är en insektsart som beskrevs av Baehr 1992. Sjoestedtacris brevicornis ingår i släktet Sjoestedtacris och familjen gräshoppor. Inga underarter finns listade i Catalogue of Life.